# Anguirus

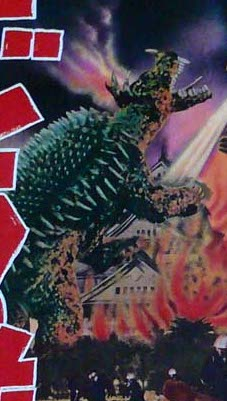
Anguirus auf dem Filmplakat zu Godzilla kehrt zurück (1955)

Anguirus  bzw. Angilas (jap. アンギラス Angirasu) ist ein Filmmonster (jap. Kaijū, wörtlich: „seltsame Bestie, rätselhafte Bestie“) aus dem Tōhō-Filmstudio.

## Deutsche Besonderheit
Obwohl es sich bei Anguirus bzw. Angilas um dasselbe Monster handelt, wird in der deutschen Filmfassung unterschieden. Bei seinem ersten Auftritt im Film Godzilla kehrt zurück, welcher 1958 nach Deutschland kam, wurde das Monster als Angilas betitelt und ähnlich wie Godzilla als Überbleibsel der prähistorischen Welt erklärt. Da das Monster in diesem Film stirbt, wurde das Monster bei seinem nächsten Filmauftritt im Film Frankenstein und die Monster aus dem All als Anguirus bezeichnet, mit dem Namen, welchen er auch in der englischen Fassung trägt. Ab diesem Zeitpunkt gilt er als riesenwüchsiger Nachfahre eines Igels, bei dem der Riesenwuchs wie bei anderen Kaijus auch durch radioaktive Verstrahlung zu vermuten ist.

## Name
Anguirus und auch Angilas leiten sich von Ankylosaurus ab, einem Dinosaurier, der in der Oberkreide in Nordamerika beheimatet war. Das Wortteil Ankylo stammt dabei aus dem Griechischen und bedeutet so viel wie gepanzert, gesteift oder verborgen, was auch auf das Kaiju zutrifft.

## Geschichte

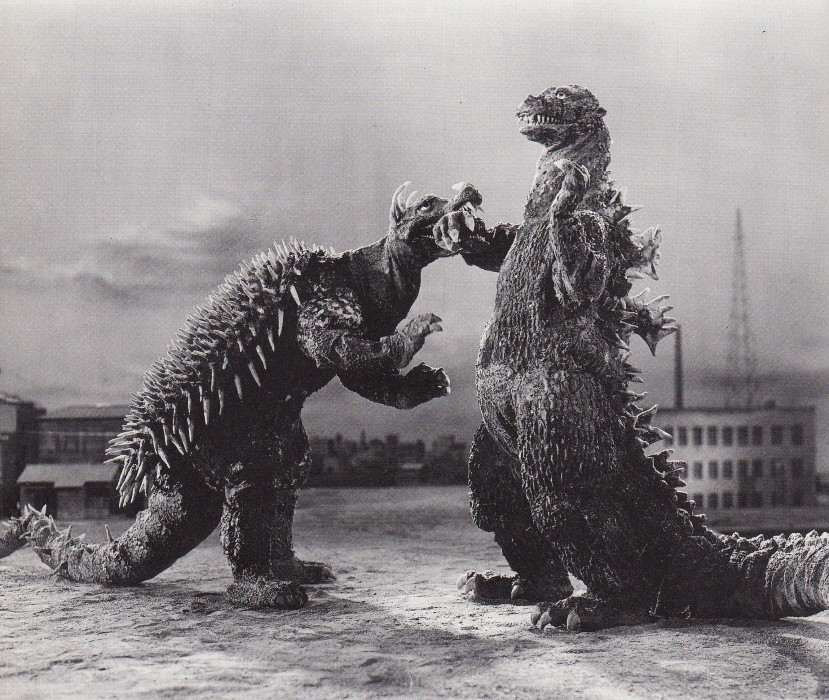
Anguirus (links) und Godzilla (rechts), 1955

Bei seinem ersten Auftritt 1955 ist er der erste monströse Gegenspieler von Godzilla und prägte somit ein Markenzeichen des Kaiju-Genre, den Monsterkampf. Im späteren Verlauf der Shōwa-Staffel mauserte er sich zum besten Freund Godzillas und kämpfte an seiner Seite gegen andere Kaijus. Seinen vorerst letzten Auftritt im Film hatte er 1974, ehe er 2004 zum Abschluss der Millennium-Staffel in Godzilla: Final Wars wieder auf der Leinwand zu sehen war.

## Filmografie

### Filme
- 1955: Godzilla kehrt zurück
- 1968: Frankenstein und die Monster aus dem All
- 1969: Godzilla – Attack All Monsters
- 1972: Frankensteins Höllenbrut
- 1973: King Kong – Dämonen aus dem Weltall
- 1974: King Kong gegen Godzilla
- 2004: Godzilla: Final Wars
- 2017: Godzilla: Planet der Monster
- 2019: Godzilla II: King of the Monsters (Skelett)

### Serien
- 1997–1998: Godzilla Island
- 2021: Godzilla Singular Point